# Liste der Straßen und Plätze in Kiel/S

## Sa
Saarbrückenstraße, Südfriedhof, Hassee
vor 1935 Kirchhofallee, 1935 wurde die Straße zwischen Lutherstraße und Hasseer Straße nach der Stadt Saarbrücken benannt.
Sachaustraße, Südfriedhof
1911 nach Oberst Hans Joachim von Sachau benannt.
* Sackgasse, Altstadt
1876 wurde der Name für ein zum Fabrikgelände von Bohn & Kähler in der Kattenstraße führenden Gang festgelegt, 1945 im Krieg völlig zerstört, die Gasse existiert nicht mehr.

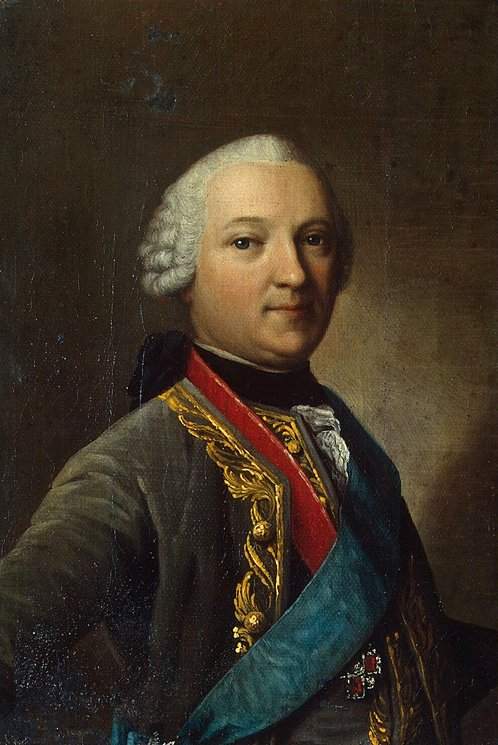
Caspar von Saldern

Saldernstraße, Ravensberg
1937 nach Caspar von Saldern benannt.
* Saltzwedelstraße, Ravensberg, Wik
1937 nach Reinhold Saltzwedel benannt, 1947 in Paul-Fuß-Straße umbenannt.
Salzburger Straße, Elmschenhagen
1939 nach der Stadt Salzburg benannt.
Salzredder, Neumühlen-Dietrichsdorf
1909 im Protokolltext der Gemeinderatssitzung erwähnt, 1923 erstmals im Kieler Adressbuch aufgeführt – Flurbezeichnung.
Salzwiesenweg, Schilksee
1960 nach einer Flurbezeichnung benannt.
Samlandweg, Pries
1956 nach der Landschaft Samland in Ostpreußen benannt.
Samwerstraße, Ravensberg
1902 nach Karl Friedrich Lucian Samwer benannt.
Sandblek, Russee
1940 erstmals im Kieler Adressbuch aufgeführt, 1962 nach Süden hin verlängert – Flurbezeichnung.
Sanddornwinkel, Elmschenhagen
1995 wurde der Name in der Ratsversammlung festgelegt, dieser Buschname passt gut zu den anderen Straßennamen in der Nähe.
Sandkoppel, Meimersdorf
2002 nach einem alten Flurnamen benannt.
* Sandkoppel, Wellsee
angelegt als Mühlenweg, 1956 im Protokolltext der Gemeinderatssitzung erwähnt, 1971 nach der Eingemeindung Wellsees nach Kiel in Sandkoppel umbenannt, 1978 in Tulpenweg umbenannt.
Sandkrug, Gaarden-Ost
angelegt als Werftstraße, 1875 erstmals im Kieler Adressbuch aufgeführt, 1910 nach einer früheren Gastwirtschaft in der Gegend in Sandkrug umbenannt.
Sandkuhle, Exerzierplatz
Der Name existiert seit 1632, ist 1793 in der Klessel'schen Karte eingezeichnet und stammt von der ehemaligen städtischen Sandgrube.
* Sandkuhle, Neumühlen-Dietrichsdorf
1904 erstmals im Kieler Adressbuch aufgeführt, 1925 wurden die Grundstücke an der Sandkuhle in die Schönberger Straße einbezogen.
Sankt-Andreas-Weg, Wellingdorf
2001 wurde der Weg nach der St.-Andreas-Kirche und -Kirchengemeinde benannt.
Sartorikai, Altstadt
1904 nach August Anton Heinrich Sartori benannt.

## Scha

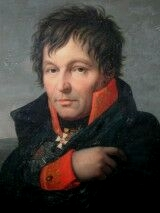
Gerhard von Scharnhorst

Schaapkoppel, Schilksee
1995 nach einem Flurnamen benannt, der Name passt gut zur Straße Peerkoppel in diesem Gebiet (Schaap = Schaf).
* Schafbockredder, Blücherplatz, Wik
vor 1869 als schmaler Weg von der Hospitalstraße zur Baumschule angelegt, 1887 erhielt die Straße bis zur Beselerallee den Namen Feldstraße, 1897 wurde die Straße Schafbockredder in Feldstraße umbenannt, nachdem 1895 die Pflasterung bis zum Düvelsbeker Weg durchgelegt wurde.
* Schanzenweg, Holtenau
1922 nach der Friedrichsorter Schanze benannt, 1975 in die Immelmannstraße einbezogen.
Scharnhorststraße, Blücherplatz
1903 nach Graf Gerhard Johann David von Scharnhorst benannt.
Scharweg, Neumühlen-Dietrichsdorf
1789 noch ohne Namen auf der Topographisch Militärischen Charte des Herzogtums Holstein (1789–1796) Nr. 22 von Major Gustav Adolf von Varendorf eingezeichnet, 1893 Name im Protokolltext der Gemeinderatssitzung erwähnt – alte Flurbezeichnung.
Schaßstraße, Exerzierplatz
1884 nach Samuel Schaß benannt – Stifter des Schaß'schen Universitätsstipendiums.
Schauenburgerstraße, Brunswik, Ravensberg
1886 wurde der Name nach dem alten holsteinischen Adelsgeschlecht Grafen von Schauenburg und Holstein benannt.
* Scheerstraße, Wik
1934 ist die nach Reinhard Scheer benannte Straße im Kasernengelände der Wik in einer Karte der Stadtvermessungsabteilung eingezeichnet, 1947 wurde die Straße in Mecklenburger Straße umbenannt.
Scheidekoppel, Schilksee
1940 erstmals im Kieler Adressbuch aufgeführt – nach Hof Scheidekoppel benannt.
Schevenbrücke, Vorstadt
die Schevenbrücke ist im Kataster von 1682 mit neunzehn Wohneinheiten verzeichnet, die Straße wurde nach einer früheren Brücke benannt, die hier schräg oder schief über den Mühlenbach zum Kuhberg führte.
Schiefe Horn, Russee
1936 wurde der Name Dieksweg durch den Gemeinderat beschlossen, 1944 wurde der Name Wiesenweg durch den Gemeinderat beschlossen, 1970 wurden die Straßen Dieksweg und Wiesenweg nach einer alten Flurbezeichnung in Schiefe Horn umbenannt.
Schierenblek, Meimersdorf
1999 nach einem Flurnamen benannt.
Schilkseer Straße, Schilksee
1789 noch ohne Namen auf der Topographisch Militärischen Charte des Herzogtums Holstein (1789–1796) Nr. 11 von Major Gustav Adolf von Varendorf eingezeichnet, angelegt als Dorfstraße und Hauptstraße, 1940 die Dorfstraße ist erstmals im Kieler Adressbuch aufgeführt, 1953 die Hauptstraße ist im Protokolltext der Gemeinderatssitzung erwähnt, 1960 wurden die Straßen Dorfstraße und Hauptstraße zur Schilkseer Straße vereint.
Schillerstraße, Schreventeich
1900 nach Friedrich Schiller benannt.
Schillstraße, Marineviertel
1906 nach Major Ferdinand Baptista von Schill benannt.
Schittenhelmstraße, Brunswik
1956 nach Prof. Dr. med. Alfred Schittenhelm (1874–1954) benannt, 1916–1934 Direktor der Medizinischen Klinik.

## Schl

Die Schlei bildet die Grenze zwischen Angeln und Schwansen

* Schlachtergang, Vorstadt
1872 wurde der Name festgelegt, 1913 wurde der Name aufgehoben – Alte Gasse der früheren Kieler Vorstadt.
* Schlachthofstraße, Südfriedhof
1887 wurde der Name festgelegt, 1957 das Schlachthofgelände gehört zur Bahnhofstraße (Nr. 2/4 Schlachthofbetriebe, Verwaltung Schlachthof – Betriebe), 1977 nicht mehr im Adressbuch aufgeführt – Neuer Schlachthof in Wellsee, heute Gelände Neues Arbeitsamt.
* Schlageterpark, Wellingdorf
1936 nach Albert Leo Schlageter benannt, 1945 in Schwanenseepark II umbenannt, 1958 in Stadtrat-Hahn-Park umbenannt.
* Schlageterplatz, Wellingdorf
1938 nach Albert Leo Schlageter benannt, 1945 in Schwanenseeplatz umbenannt.
* Schlageterstraße, Elmschenhagen
1938 nach Albert Leo Schlageter benannt, 1945 in Schwalbensteg umbenannt.
Schlehenkamp, Elmschenhagen
als Wellseer Weg angelegt, 1908 erstmals im Kieler Adressbuch aufgeführt, 1939 in Meitzenstraße umbenannt, 1945 in Schlehenkamp umbenannt, 1971 einschließlich Schlehenkamp Wellsee, 1978 wurde der Schlehenkamp zwischen Segeberger Landstraße und der Bahnlinie Kiel–Lübeck mit Kölenberg bezeichnet.
* Schlehenkamp, Wellsee
als Elmschenhagener Weg angelegt, 1909 in Schlehenkamp umbenannt, 1971 in Schlehenkamp (Elmschenhagen) einbezogen.
Schleiweg, Wik
1991 nach der Ostseeförde Schlei benannt, 2001 erhielt die Verlängerung des Schleiweges in Richtung Herthastraße den Namen Schleiweg.
Schlesierweg, Wellsee, Elmschenhagen
1965 nach der ehemaligen preußischen Provinz Schlesien benannt.
Schleswiger Straße, Hassee
1907 als Poststraße angelegt, 1925 nach der Stadt Schleswig in Schleswiger Straße umbenannt.
* Schleuse, Holtenau
als Alte Schleuse angelegt, 1925 erstmals im Kieler Adressbuch aufgeführt, 1940 in Schleuse umbenannt, 1977 in Schleuseninsel umbenannt. – Nach den Schleusen im Nord-Ostsee-Kanal benannt.
Schleuseninsel, Holtenau
als Alte Schleuse angelegt, 1925 erstmals im Kieler Adressbuch aufgeführt, 1940 in Schleuse umbenannt, 1977 in Schleuseninsel umbenannt. – Straße zu den Schleuseninseln des Nord-Ostsee-Kanals benannt.
Schleusenstraße, Wik
1919 als Kanalstraße angelegt, 1923 in Schleusenstraße umbenannt.
Schleusenwiese, Holtenau
2000 wurde der Name Schleusenwiese für die Grünanlage (Streuobstwiese) an der Kanalstraße festgelegt.
* Schlichtingstraße, Exerzierplatz
1898 nach Lehrer Marcus Schlichting (7. November 1804 bis 6. März 1875) benannt, 1945 im Krieg total zerstört, nicht mehr bewohnt, 1978 in Stiftstraße einbezogen. – Schlichting war Lehrer an der Kieler Stadtschule, Förderer des städtischen Schulwesens. Von 1848 bis 1851 Mitglied der schleswig-holsteinischen Landesversammlung; von 1867 bis 1870 Abgeordneter des preußischen Landtages.

Alfred von Schlieffen

Schlieffenallee, Blücherplatz, Düsternbrook
1939 nach Alfred Graf von Schlieffen benannt.
Schlimbachallee, Schilksee
1965 nach Kapitän Ludwig Schlimbach (1876–1949) benannt – Schlimbach überquerte 1931 den Atlantik als Einmannsegler.
Schloßgarten, Düsternbrook, Altstadt, Damperhof
als Am Schloßgarten angelegt, 1883 in Schloßgarten umbenannt.
Schloßstraße, Altstadt
1242 bei der Stadtgründung angelegt, 1242 Platea castrensium und Platea Burgensis, 1473 Borghstrate, 1520 Smedestrate, 1730 Schmiedestraße, 1793 Schloßstraße, 1799 ist die Straße erstmals im Taschenbuch für die Einwohner der Stadt Kiel aufgeführt, 1991 wurde die Schloßstraße für den öffentlichen Verkehr unter Beschränkung der Widmung auf den Fußgängerverkehr eingezogen. Der Anlieger- und Lieferverkehr bleiben zugelassen.
Schlüsbeker Weg, Kronsburg
1924 nach der Schlüsbeker Au benannt.
Schlüsstücken, Schlüsbek
1971 erstmals im Kieler Adressbuch aufgeführt – Alte Flurbezeichnung in Schlüsbek.

## Schm
Schmale Göhle, Hammer
1936 nach einer alten Flurbezeichnung benannt.
Schmalhörn, Meimersdorf
2002 nach einem Flurnamen benannt.
* Schmidtstraße, Südfriedhof
1910 nach Friedrich Carl Schmidt benannt – Hof- und Landgerichtsadvokat, der die Stadt Kiel mit mehreren Stiftungen bedachte. 1935 wurde die Schmidtstraße in die Lantziusstraße einbezogen.
Schmiedekate, Suchsdorf
2002 nach einer alten Gemarkung benannt.
Schmiedekoppel, Wik
1936 nach einer alten Flurbezeichnung benannt.
* Schmiedestraße, Wellingdorf
1894 erstmals im Adressbuch Gaarden-Ost aufgeführt, 1904 im Protokolltext der Gemeinderatssitzung wird die Schmiedestraße noch erwähnt, 1905 Anfangsteil des Wehdenweges – Nach der Dorfschmiede benannt.
Schnaden, Suchsdorf
2002 nach einer alten Gemarkung benannt.
Schneiderkamp, Suchsdorf
1949 erstmals im Kieler Adressbuch aufgeführt – Alte Flurbezeichnung in Suchsdorf.
Schönberger Straße, Ellerbek, Wellingdorf
1789 noch ohne Namen auf der Topographisch Militärischen Charte des Herzogtums Holstein (1789–1796) Nr. 22 von Major Gustav Adolf von Varendorf eingezeichnet, 1878 erstmals im Kieler Adressbuch aufgeführt, 1910 einschließlich Schönberger Straße Wellingdorf – Nach der Gemeinde Schönberg benannt.
* Schönberger Straße, Gaarden-Ost
1789 noch ohne Namen auf der Topographisch Militärischen Charte des Herzogtums Holstein (1789–1796) Nr. 22 von Major Gustav Adolf von Varendorf eingezeichnet, 1875 erstmals im Kieler Adressbuch aufgeführt, 1910 wurde die Ringstraße und die Schönberger Straße in Werftstraße umbenannt.
* Schönberger Straße, Neumühlen-Dietrichsdorf
1789 noch ohne Namen auf der Topographisch Militärischen Charte des Herzogtums Holstein (1789–1796) Nr. 22 von Major Gustav Adolf von Varendorf eingezeichnet, 1893 im Protokolltext der Gemeinderatssitzung wird die Schönberger Straße erwähnt, 1894 erstmals im Adressbuch Gaarden-Ost aufgeführt, 1925 wurden die Grundstücke der Sandkuhle in die Schönberger Straße einbezogen, 1925 in Schönkirchener Straße umbenannt.
* Schönberger Straße, Wellingdorf
1876 im Protokolltext als Kiel–Schönberger–Nebenlandstraße erwähnt, 1894 erstmals im Adressbuch Gaarden-Ost aufgeführt, 1910 in die Schönberger Straße Ellerbek einbezogen.
Schönhorster Straße, Neumühlen-Dietrichsdorf
als Lindenweg angelegt, 1925 in Schönhorster Straße umbenannt – Die städtische Polizeibehörde hat dem Lindenweg in Neumühlen-Dietrichsdorf den Namen Trenntrader Weg anstatt Schönhorster Straße gegeben.
Schönkirchener Straße, Neumühlen-Dietrichsdorf
als Schönberger Straße angelegt, 1893 im Protokolltext der Gemeinderatssitzung wird die Schönberger Straße erwähnt, 1894 erstmals im Adressbuch Gaarden-Ost aufgeführt, 1925 wurden die Grundstücke der Sandkuhle in die Schönberger Straße einbezogen, 1925 in Schönkirchener Straße umbenannt – Alte Landstraße zur Gemeinde Schönkirchen.
* Schönkirchener Straße, Wellingdorf
1911 wurde der Name festgelegt, 1925 in Passader Straße umbenannt.
Schönwohlder Weg, Hassee
1938 nach der Gemeinde Schönwohld benannt, 1966 wurde das ehemalige Endstück vor dem Uhlenkrog in Rodenbeker Weg benannt.
Schoolkamp, Wellsee
als Schulstraße angelegt, 1919 im Protokolltext der Gemeinderatssitzung als Schulstraße erwähnt, 1936 erstmals im Kieler Adressbuch aufgeführt, 1938 einschließlich Neue Schule, 1971 in Schoolkamp umbenannt.

## Schr

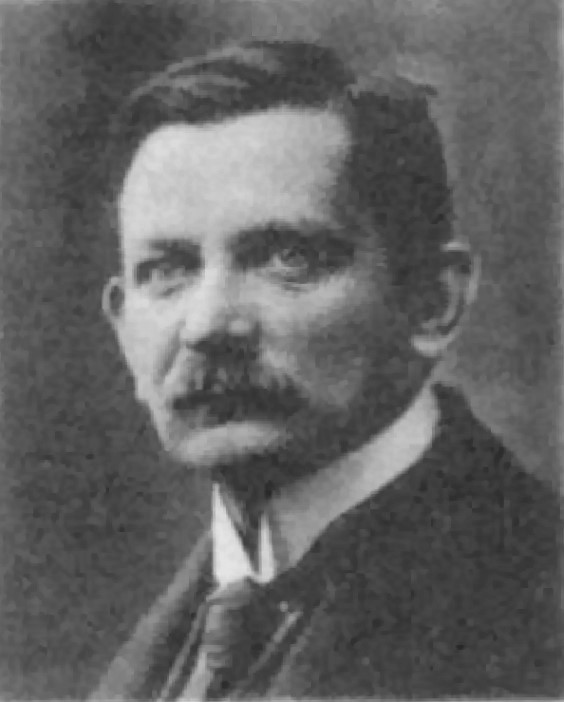
Walther Schücking

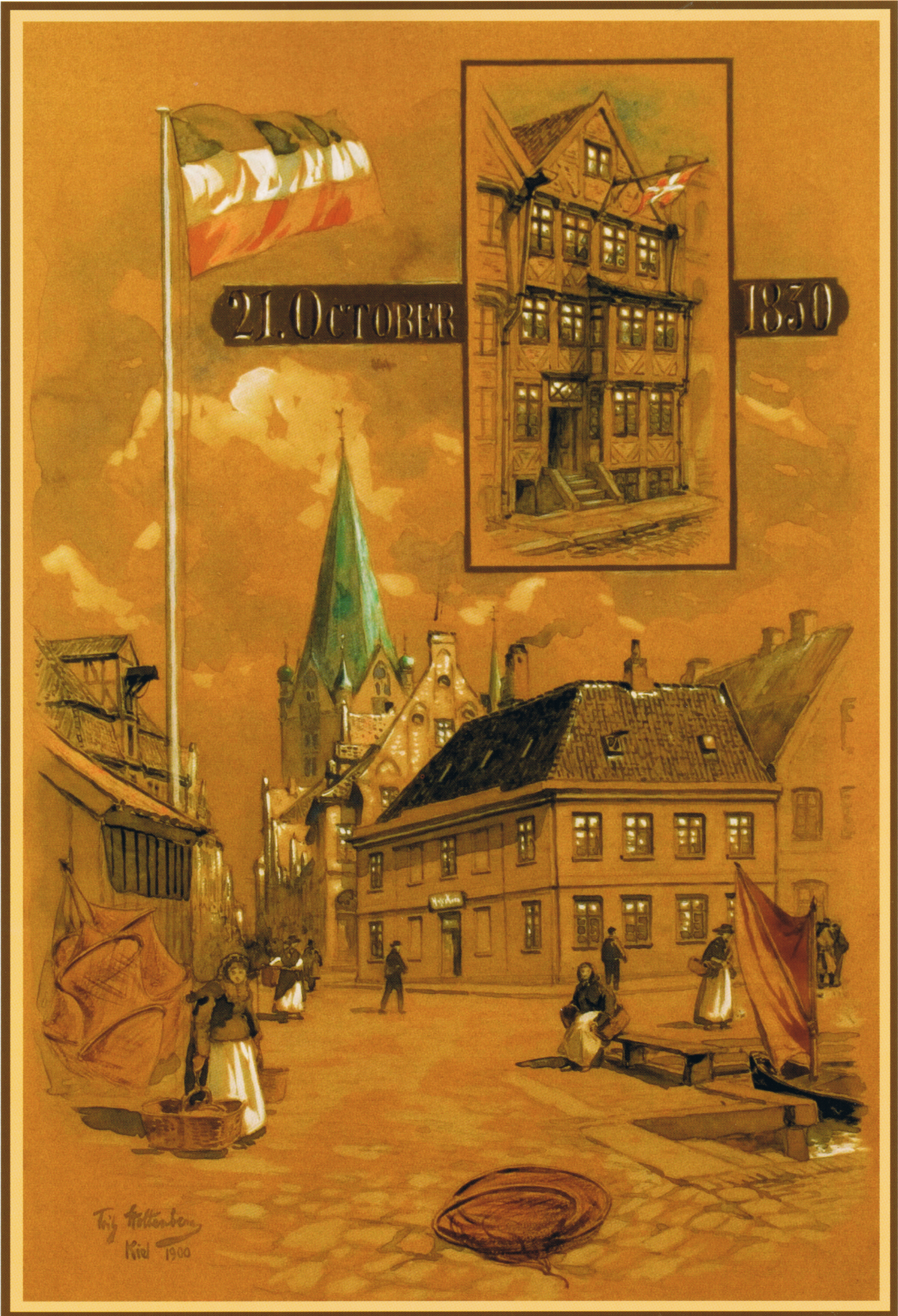
Schuhmacherstraße (~1900)

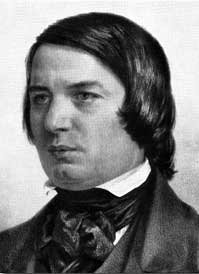
Robert Schumann

Schrevenpark, Schreventeich
1901 als Hohenzollernpark angelegt, 1947 in Schrevenpark – S'Greven Dik (Des Grafen Teich). Der Name existiert seit dem Jahre 1472. Von der Stadt Kiel, die von dort ihr Trinkwasser bezog, wurde er 1862 erworben.
Schreyweg, Wellingdorf
1965 nach Ferdinand Schrey benannt.
Schröpfecke, Südfriedhof
1964 wurde der Name festgelegt – Straße am früher dort gelegenem Finanzamt Kiel Süd – Alte Bezeichnung im Volksmund.
Schückingstraße, Wik
1983 nach Walter Schücking benannt.
Schülperbaum, Vorstadt, Exerzierplatz
1793 in der Klessel'schen Karte eingezeichnet, 1799 ist die Straße erstmals im Taschenbuch für die Einwohner der Stadt Kiel aufgeführt, 1832 wurde der Schlagbaum aufgehoben, 1903 vom Walkerdamm bis zum Exerzierplatz verlängert – Nach einem ehemaligen Schlagbaum gleichen Namens am Eingang des Königsweges benannt.
Schünemannredder, Pries
1933 nach dem Bauern Schünemann aus Pries benannt.
Schüßlerstraße, Ravensberg
2006 nach Wilhelm Heinrich Schüßler benannt.
Schüttenredder, Wik
1895 in der Karte vom Gemeindebezirk Wik – gezeichnet von H. B. Jahn 1885 – ist der Schüttenredder von der Holtenauer Landstraße an bereits eingezeichnet, 1923 erstmals im Kieler Adressbuch aufgeführt – Hier wurden früher die Feste der Schützengilde gefeiert.
* Schützenallee, Elmschenhagen
1936 erstmals im Kieler Adressbuch aufgeführt, 1939 bei der Eingemeindung aufgehoben.
Schützenpark, Südfriedhof
1923 erstmals im Kieler Adressbuch aufgeführt – Der Park war früher der Schieß- und Festplatz der 1412 gegründeten Großen Grünen Schützengilde, welche diesen Platz 1856 mit einer Parzelle des Prünerschlages tauschte.
* Schützenplatz, Neumühlen-Dietrichsdorf
1897 wurde die Anlegung eines Schießstandes an der Schwentine und der Neubau einer Schützenhalle auf dem Gemeindeplatz beschlossen, 1897 erhielt der Gemeindeplatz den Namen Schützenplatz, 1910 in Schusterbrücke umbenannt – Früher Festplatz der Neumühlener Großen Gilde von 1635.
* Schützenstraße, Südfriedhof, Exerzierplatz
1868 nach dem früher an der Straße gelegenem Grundstück der Großen Grünen Schützengilde benannt, 1947 in Hermann-Weigmann-Straße umbenannt.
Schützenwall, Südfriedhof, Exerzierplatz
1874 als Am Schützenwall angelegt, 1895 in Schützenwall umbenannt, 1906 erfolgte der Ausbau von der Harmsstraße bis zur Calvinstraße – Nach den Schießständen der Großen Grünen Schützengilde benannt.
Schuhmacherstraße, Altstadt
1242 bei Stadtgründung angelegt, 1264 Platea sutorum, 1472 Schomakerstraten, 1730 Schumacher Straße, 1799 ist die Straße erstmals im Taschenbuch für die Einwohner der Stadt Kiel aufgeführt.
* Schulredder, Rönne
1967 im Protokolltext der Gemeinderatssitzung erwähnt, 1971 in Wolblöken umbenannt – Ein Heckenweg, an dem die Schule liegt.
Schulredder, Wik
1895 auf der Karte vom Gemeindebezirk Wik – gezeichnet von H. B. Jahn 1885 – ist der Schulredder von der Holtenauer Landstraße an bereits eingezeichnet, 1910 erstmals im Kieler Adressbuch aufgeführt – Ursprünglich ein Heckenweg, an dem das dortige Schulhaus lag.
* Schulstraße, Brunswik
1869 wurde der Name festgelegt, 1901 in Baustraße umbenannt – Straße benannt nach dem dort 1832 errichteten Schulgebäude Ecke Brunswiker Straße/Schulstraße.
* Schulstraße, Ellerbek
1877 im Protokolltext als projektierte Schulstraße erwähnt, 1880 erstmals im Kieler Adressbuch aufgeführt, 1908 im Adressbuch noch aufgeführt – Im Rahmen der Hafenerweiterung ist die Schulstraße verschwunden.
* Schulstraße, Elmschenhagen
1908 erstmals im Kieler Adressbuch aufgeführt, 1939 in Holzweberstraße umbenannt.
* Schulstraße, Friedrichsort
1869 war die Schulstraße eine der drei neuen Nord-Süd-Straßen, 1923 erstmals im Kieler Adressbuch aufgeführt, 1925 in Möhrkestraße umbenannt.
Schulstraße, Gaarden-Ost
1875 Erbauung und Pflasterung der projektierten Schulstraße mit einer Verbindung zum Armen- und Krankenhaus (spätere Kirchenstraße), 1876 wurde die Durchführung der Schulstraße  bis Karlstal beschlossen, 1878 erstmals im Kieler Adressbuch aufgeführt – Hier befand sich früher die Gaardener-Gemeindeschule.
* Schulstraße, Neumühlen-Dietrichsdorf
1904 erstmals im Kieler Adressbuch aufgeführt, 1925 in Langensaal umbenannt – Hier befand sich früher die Knabenvolksschule (Schulstraße 18–26).
* Schulstraße, Pries
1918 im Protokolltext der Gemeinderatssitzung erwähnt, 1920 wurde die Schulstraße bis Steinberg verlängert, 1925 in die Fritz-Reuter-Straße einbezogen.
* Schulstraße, Vorstadt
1867 erstmals im Kieler Adressbuch aufgeführt, 1869 in Treppenstraße umbenannt.
* Schulstraße, Wellsee
1919 im Protokolltext der Gemeinderatssitzung erwähnt, 1936 erstmals im Kieler Adressbuch aufgeführt, 1938 einschließlich Neue Schule, 1971 in Schoolkamp umbenannt.
Schulweg, Suchsdorf
1955 erstmals im Kieler Adressbuch aufgeführt – Weg an der Schule.
Schumannweg, Pries
1958 nach Robert Schumann benannt.
Schurskamp, Pries
1904 als Kurze Straße angelegt, 1925 nach einer alten Flurbezeichnung in Schurskamp umbenannt.
* Schusterberg, Rönne
1967 wurde der Name festgelegt, 1968 in den Forstweg einbezogen.
* Schusterbrücke, Neumühlen-Dietrichsdorf
als Schützenplatz angelegt, 1895 im Protokolltext der Gemeinderatssitzung erwähnt, 1910 in Schusterbrücke umbenannt, 1925 einschließlich Treppenstraße, 1977 nicht mehr im Adressbuch aufgeführt; existiert nicht mehr vom Scharweg an.
Schusterkrug, Holtenau
1908 als Holtenauer Straße angelegt, 1922 in Bebelstraße umbenannt, 1933 in Schusterkrug umbenannt, 1934 erhielt der östliche Teil der Umgehungsstraße – von der Abzweigung nach Friedrichsort bis zur Industriebahn Voßbrook – den Namen Schusterkrug.

## Schw

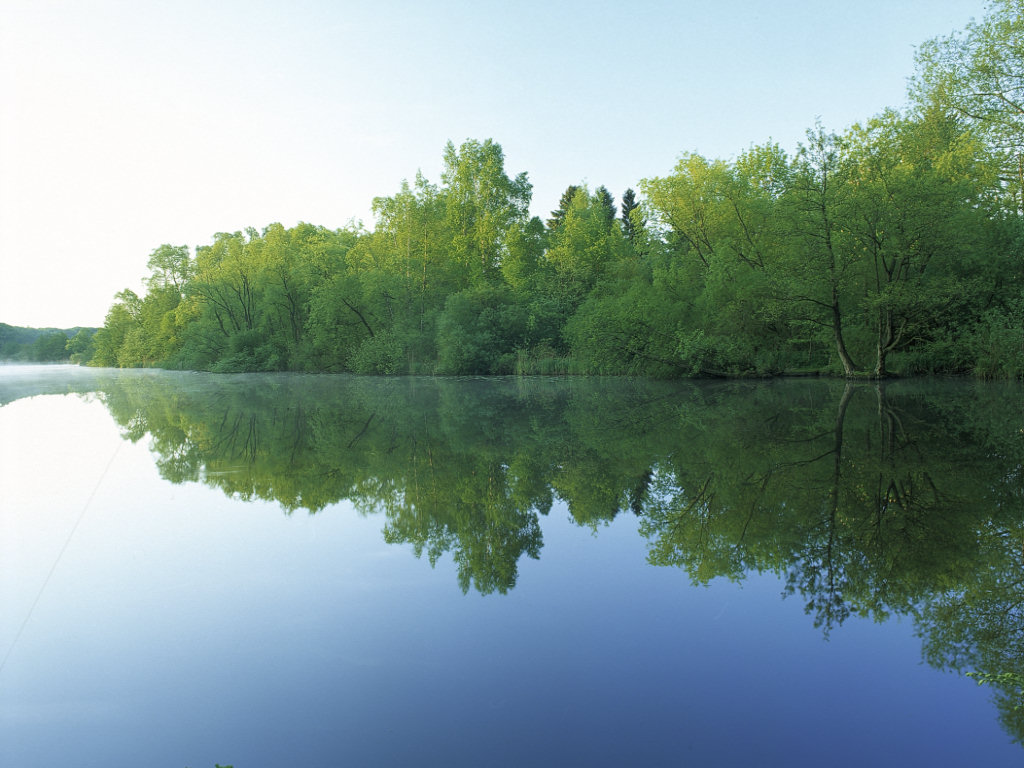
Die Schwentine bei Kiel

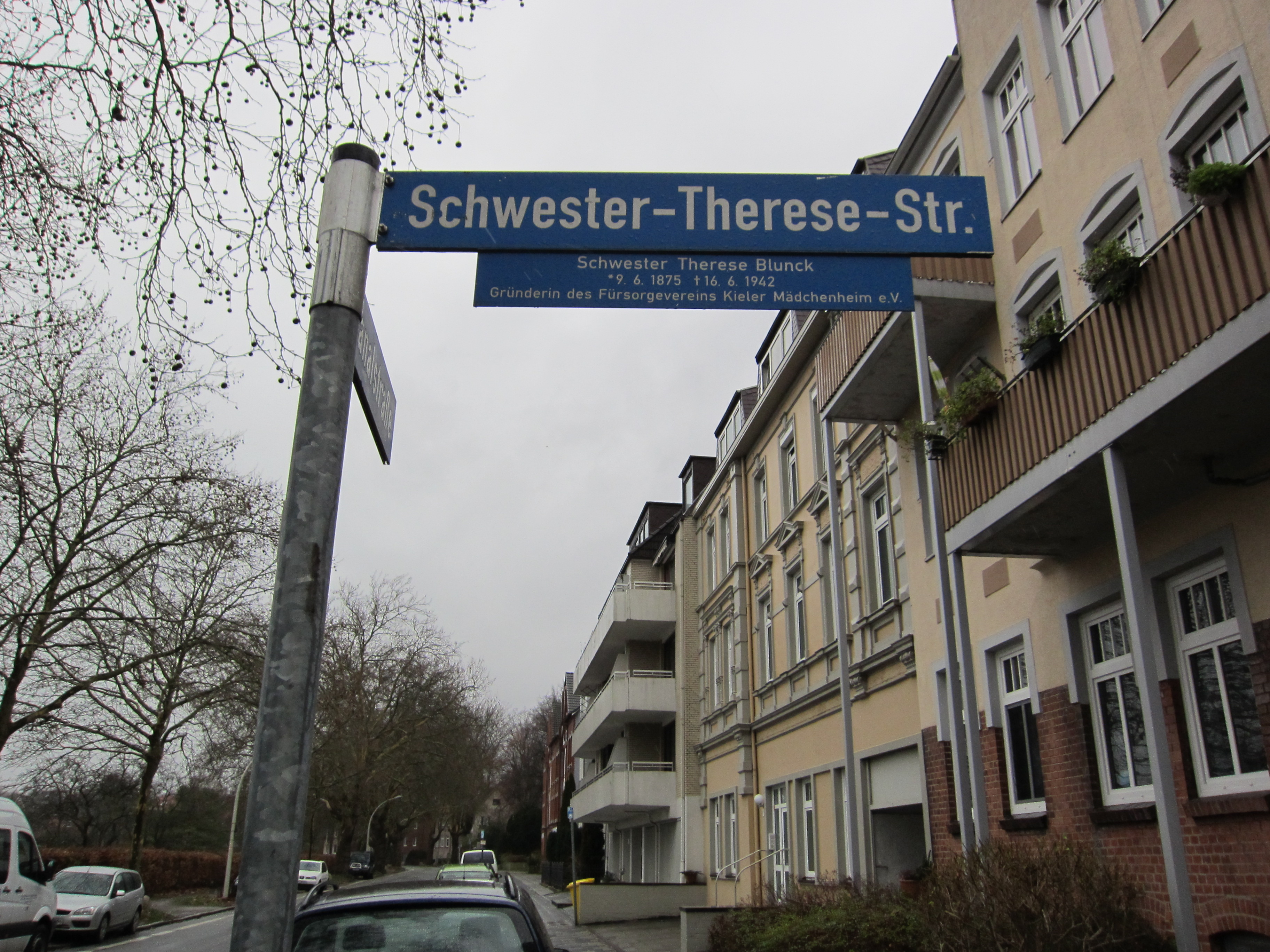
Straßenschild Schwester-Therese-Straße mit Erklärung

Schwalbensteg, Elmschenhagen
1938 als Schlageterstraße angelegt, 1945 in Schwalbensteg umbenannt.
Schwanebeckstraße, Gaarden-Süd
als Friedrichsberg angelegt, 1923 erstmals im Kieler Adressbuch aufgeführt, 1928 wurden Nr. 1–33, 2–18, 36–46 nach Paul Schwanebeck (* 1859) in Schwanebeckstraße umbenannt – Paul Schwanebeck, Königlicher Regierungsbaurat, Mitbegründer der Eisenbahnersiedlung Gaarden-Süd.
Schwanenseepark, Ellerbek
früher Johannisberg, 1936 als Schlageterpark angelegt, 1945 in Schwanenseepark I u. II umbenannt, 1958 Schwanenseepark II (rechts der Kleinbahn nach Schönberg) in Stadtrat-Hahn-Park umbenannt.
Schwanenseeplatz, Wellingdorf
1938 als Schlageterplatz angelegt, 1945 in Schwanenseeplatz umbenannt – Platz zwischen Schwanenseepark I und II.
Schwanenweg, Düsternbrook
1869 wurde der Name festgelegt – Ehemaliger Feldweg in der Gemeinde Brunswik.
Schwartenbeker Weg, Suchsdorf
2003 nach Gut Schwartenbek benannt.
* Schwarzer Weg, Gaarden-Süd
1925 Schwarzer Weg (links Nr. 9–27, rechts unbebaut) erstmals im Kieler Adressbuch aufgeführt, 1927 in Pestalozzistraße umbenannt.
* Schwarzer Weg, Moorsee, Meimersdorf
1954 noch ohne Namen im Kieler Stadtplan eingezeichnet, 1971 in Meimersdorfer Moor umbenannt – Weg zur Moorsiedlung.
Schwarzer Weg, Wik, Ravensberg
1936 wurde der Name festgelegt, 1970 wurde ein Teil der Olshausenstraße einbezogen.
Schwedendamm, Südfriedhof
1918 wurde der Name festgelegt – Die Straße befindet sich in der Nähe der früheren Liegestelle der schwedischen und finnischen Segelschiffe und der Holzlagerplätze.
Schwedenkai, Altstadt
vor 1982 Teil des Bollhörnkais, 1982 wurde der Name festgelegt, 2010 durch Umbenennung des Bollhörnkais erweitert bis zum Bahnhofskai.
Schweffelstraße, Stinkviertel
1902 nach Johann Schweffel benannt.
* Schweizertal, Suchsdorf
1966 Eine von der Von-der-Wisch-Straße nach außen abzweigende Stichstraße, 1969 wurde die Planung geändert; die Straße wurde aufgehoben.
Schwentinestraße, Neumühlen-Dietrichsdorf
1884 im Protokolltext der Gemeinderatssitzung erwähnt, 1894 erstmals im Adressbuch Gaarden-Ost aufgeführt.
Schwentinetal, Siedlung Oppendorf
1925 erstmals im Kieler Adressbuch aufgeführt – Weg entlang der Kleinbahn Kiel-Schönberg zur Schwentine bzw. zum Schwentinetal.
Schweriner Straße, Wik
vor 1947 Köhlerstraße, 1947 nach der Stadt Schwerin in Schweriner Straße umbenannt.
Schwesterngang, Brunswik
1961 wurde der Name festgelegt – Verbindungsweg zwischen Niemannsweg und Feldstraße am Rande des Klinik-Viertels.
Schwester-Therese-Straße, Holtenau
als Bergstraße angelegt, 1910 im Protokolltext der Gemeinderatssitzung erwähnt, 1922 in Königsende umbenannt, 1934 in Wendenburgstraße  umbenannt, 1947 nach Schwester Therese Blunck (9. Juni 1875 bis 16. Juni 1942) – Begründerin des Kieler Mädchenheimes – in Schwester-Therese-Straße umbenannt.

## Se

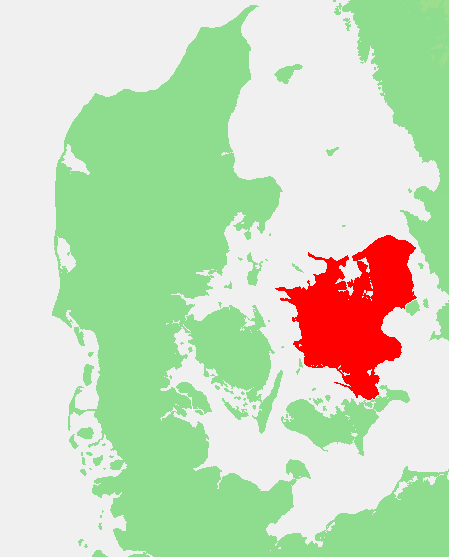
Seeland

Sedanstraße, Schreventeich
1909 wurde der Name Sedanstraße festgelegt – Zur Erinnerung an die Schlacht von Sedan.
Seeadlerweg, Schilksee
1974 nach dem Schiff Seeadler von Felix Graf von Luckner und Carl Kircheiß benannt.
Seeblick, Wik
1907 als Waldemarstraße angelegt, 1923 in Seeblick umbenannt.
Seehundweg, Schilksee
1975 wurde der Name festgelegt – gehört zu den Straßennamen, die in Beziehung zur See stehen.
Seekamper Weg, Schilksee
als Gut Seekamp angelegt, 1940 erstmals im Kieler Adressbuch aufgeführt, 1960 nach Gut Seekamp in Seekamper Weg umbenannt.
Seekante, Schilksee
1975 wurde der Name festgelegt – Straßenname mit Begriffen aus dem Bereich Schifffahrt.
Seekoppelweg, Hassee
1962 nach einer alten Flurbezeichnung benannt.
Seelandweg, Mettenhof
1965 nach der Insel Seeland benannt.
Seelenkamp, Wellsee
1956 Beratung im Gemeinderat über Aufstellung von Stoppschildern in der Straße Seelenkamp, 1971 erstmals im Kieler Adressbuch aufgeführt.
Seerosenweg, Elmschenhagen
1979 wurde der Name festgelegt – Straßenbezeichnungen nach Pflanzen und Vögeln, die an Binnengewässern vorkommen; in Anlehnung an: Am Wellsee.
Seeschwalbenweg, Schilksee
1962 wurde der Name festgelegt – Es wurden Bezeichnungen gewählt, die auf den Charakter des Ortsteiles Schilksee als Badeort hinweisen.
Seesternweg, Schilksee
1962 wurde der Name festgelegt – Es wurden Bezeichnungen gewählt, die auf den Charakter des Ortsteiles Schilksee als Badeort hinweisen.
* Seestraße, Russee
1925 erstmals im Kieler Adressbuch aufgeführt, 1970 in Rutkamp umbenannt.
Seestraße, Schilksee
1962 wurde der Name festgelegt – Es wurden Bezeichnungen gewählt, die auf den Charakter des Ortsteiles Schilksee als Badeort hinweisen.
Seeteufelweg, Schilksee
1975 wurde der Name festgelegt – gehört zu den Straßennamen, die in Beziehung zur See stehen.
Seewiesenredder, Moorsee
vor 1971 Schlüsbeker Weg, 1971 nach einer alten Flurbezeichnung in Seewiesenredder umbenannt.
* Segeberger Landstraße, Gaarden-Süd
1789 noch ohne Namen auf der Topographisch Militärischen Charte des Herzogtums Holstein (1789–1796) Nr. 21 von Major Gustav Adolf von Varendorf eingezeichnet, 1878 erstmals im Kieler Adressbuch aufgeführt, 1906 von der Bahnhofstraße an nach der Stadt Bad Segeberg in Segeberger Straße umbenannt.
Segeberger Landstraße, Wellsee
1919 im Protokolltext der Gemeinderatssitzung erwähnt, 1921 Verbindung der Straße 4 mit der Segeberger Landstraße, 1971 wurden die Dorfstraße (Wellsee), der Moorseer Weg (Wellsee) und der Wellseer Weg (Moorsee) in die Segeberger Landstraße einbezogen.
* Segeberger Straße, Gaarden-Süd
als Segeberger Landstraße angelegt, 1789 noch ohne Namen auf der Topographisch Militärischen Charte des Herzogtums Holstein (1789–1796) Nr. 21 von Major Gustav Adolf von Varendorf eingezeichnet, 1878 erstmals im Kieler Adressbuch aufgeführt, 1906 von der Bahnhofstraße an nach der Stadt Bad Segeberg in Segeberger Straße umbenannt, 1973 wurde die Segeberger Straße von Theodor-Heuss-Ring/Sörensenstraße bis zum Ostring ebenfalls mit Theodor-Heuss-Ring bezeichnet.
Selenter Straße, Wellingdorf
1938 nach der Gemeinde Selent benannt.

## Si
Sibeliusweg, Mettenhof
1995 nach Jean Sibelius benannt.
Siedlung Fernblick, Suchsdorf
1955 erstmals im Kieler Adressbuch aufgeführt.
Siemensstraße, Ravensberg
2006 nach Werner von Siemens benannt.
* Siemenswall, Suchsdorf
vor 1965 Anfang = Flöhenredder, 1965 nach Werner von Siemens in Siemenswall umbenannt, 2001 in Dr.-Hell-Straße umbenannt.
Sieversdiek, Gaarden-Süd, Kronsburg
1936 nach einer alten Flurbezeichnung benannt, 1938 einschließlich Große Wiese, 1940 Adressbuch linke Seite Blumenhöhe und Große Wiese rechte Seite Voßberg, 1963 Gartenhäuser und Behelfsheime.
* Sigismundstraße, Wik
1907 nach Prinz Sigismund benannt, 1923 in Quinckestraße umbenannt.
* Silke-Reyer-Weg, Mettenhof
2013 nach Silke Reyer benannt
Skagenweg, Mettenhof
1967 nach der Stadt Skagen benannt.
Skagerrakufer, Friedrichsort
als Wasserallee angelegt, 1923 erstmals im Kieler Adressbuch aufgeführt, 1933 zur Erinnerung an die Seeschlacht am Skagerrak in Skagerrakufer umbenannt.
Skandinaviendamm, Hasseldieksdamm, Mettenhof
1965 wurde der Name festgelegt, 1965 Verlängerung nach Süden über die Einmündung der Hofholzallee hinaus bis zur Gemarkung Melsdorf.
Skipperweg, Schilksee
1974 wurde der Name festgelegt – Straßennamen aus dem Bereich Segelschifffahrt, hier Skipperweg.

## So

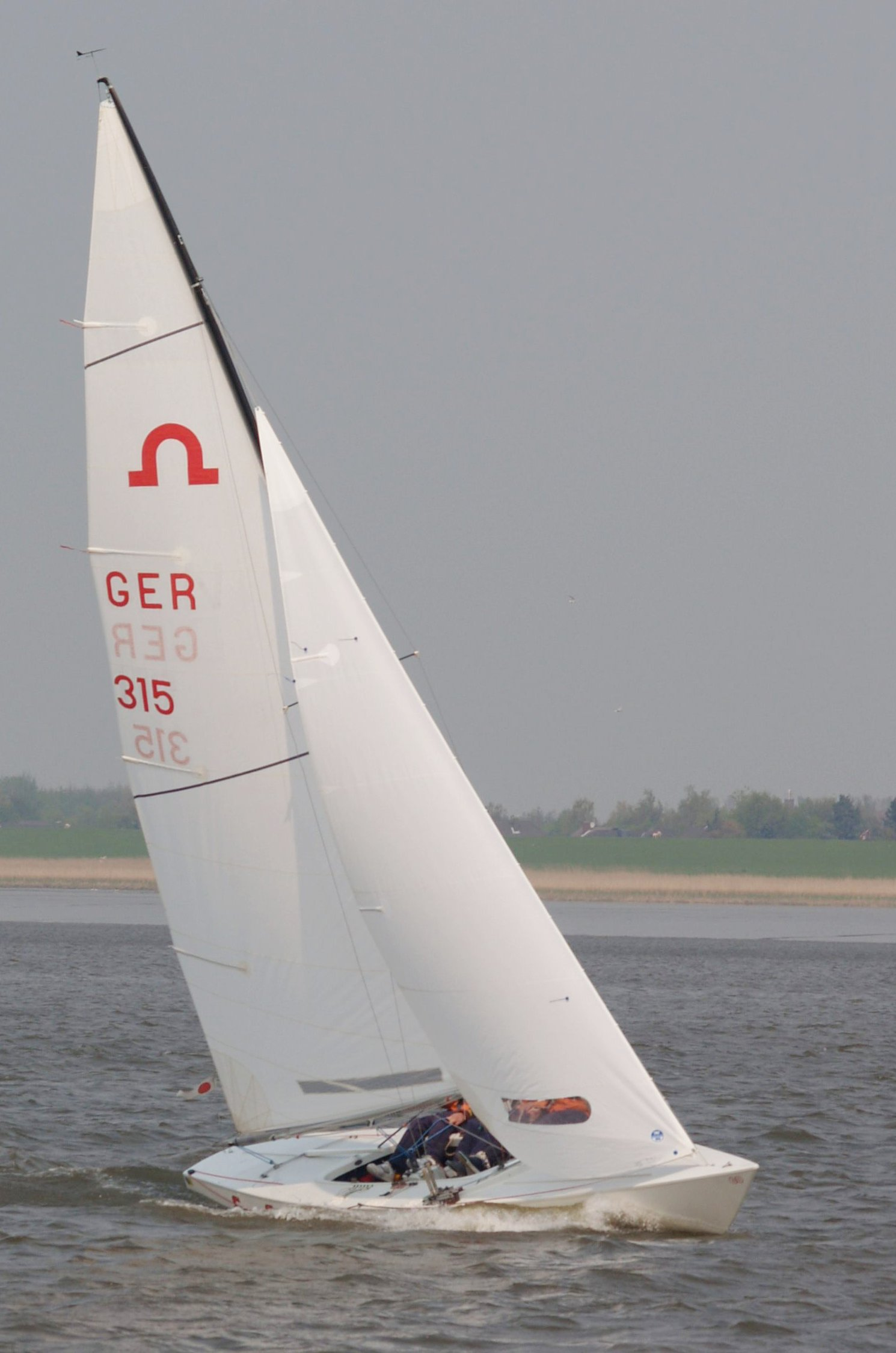
Soling GER 315

Sören, Ellerbek
1939 nach einer alten Flurbezeichnung benannt – trockener Landstrich.
Sörensenstraße, Gaarden-Süd, Gaarden-Ost, Südfriedhof
als Waldemarstraße angelegt, 1908 nach Waldemar Sörensen (1841–1913) in Sörensenstraße umbenannt, 1980 wurde der südlich der Preetzer Straße gelegene Teil der Werftstraße in die Sörensenstraße einbezogen – Sörensen war Mitinhaber der Firma Bielenberg & Sörensen.
Sösslingspott, Poppenbrügge
1982 wurde der Name festgelegt – Sechslingstopf, alte Bezeichnung, die auf eine muldenartige Vertiefung im Gelände hinweist. Im Bereich der Barkauer Straße befand sich früher eine derartige Vertiefung namens Sösslingspott.
Sohststraße, Wellingdorf
1903 als Lutherstraße angelegt, 1910 nach Steffen Sohst (1845–1908) in Sohststraße umbenannt – Sohst war Bauunternehmer in Wellingdorf und Begründer des Sohstheimes.
Sokratesplatz, Neumühlen-Dietrichsdorf
als Sokratesstraße angelegt, 1894 erstmals im Adressbuch Gaarden-Ost aufgeführt, 1996 nach einem 1881 von den Howaldtswerken für die U.S.A. erbauten Kreuzer in Sokratesplatz umbenannt.
* Sokratesstraße, Neumühlen-Dietrichsdorf
1894 erstmals im Adressbuch Gaarden-Ost aufgeführt, 1996 in Sokratesplatz umbenannt.
Soling, Schilksee
1969 nach der olympischen Bootsklasse Soling benannt.
Solldiekswall, Wellsee
2003 nach einer Flurbezeichnung benannt.
Solomit, Neumühlen-Dietrichsdorf
1994 wurde der Name festgelegt – Solomit = Stroh-Bauplatten. Anfang des Zweiten Weltkrieges entstand südlich vom Friedhof Dietrichsdorf auf einer Koppel des Bauern Ivens ein Barackenlager (Lager für Zwangsarbeiter, ausgebombte Dietrichsdorfer, Flüchtlinge und später Obdachlose). Es wurde in sogenannter Solomitbauweise errichtet.
Sonderburger Platz, Wik
1906 als Pestalozziplatz angelegt, 1930 nach der Stadt Sonderburg in Sonderburger Platz umbenannt.
Sonthofener Straße, Kroog
als Straße H der Landhaussiedlung Kroog angelegt, 1927 erstmals im Kieler Adressbuch aufgeführt, 1933 in Adolf-Hitler-Straße umbenannt, 1939 nach der Stadt Sonthofen in Sonthofener Straße umbenannt.
Sophienblatt, Vorstadt, Südfriedhof
1789 noch ohne Namen auf der Topographisch Militärischen Charte des Herzogtums Holstein (1789–1796) Nr. 21 von Major Gustav Adolf von Varendorf eingezeichnet – siehe Karte, 1835 erstmals im Kieler Adressbuch aufgeführt – Der Name entstand aus dem lateinischen salvia, eine zum Bierbrauen benutzte Hopfenart, die auf den Äckern hier angebaut wurde. Aus Salvienblatt, Sefienblatt entwickelte sich Sophienblatt.
* Sophienhöhe, Elmschenhagen
1910 erstmals im Kieler Adressbuch aufgeführt, 1911 wurde die Sophienhöhe in die Preetzer Chaussee einbezogen.
* Sophienstraße, Elmschenhagen
1912 wurde der Name beschlossen, 1939 wurde die Sophienstraße in den Kreuzkamp einbezogen.

## Sp

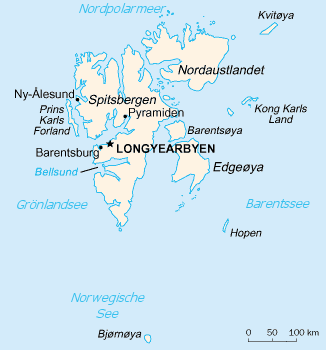
Spitzbergen

Spandauer Weg, Russee
1979 nach dem Berliner Verwaltungsbezirk Spandau benannt.
Specken, Neumühlen-Dietrichsdorf
1900 im Protokolltext der Gemeinderatssitzung als Weg erwähnt, 1925 erstmals im Kieler Adressbuch aufgeführt, 1996 wurde die Straße Specken von der Gemeindegrenze Kiel/Mönkeberg bis südlich der Gleisanlage der Industriebahn (ausgenommen Fußgänger-, Radfahr- und Anliegerverkehr) als öffentliche Verkehrsfläche teileingezogen – Specken = alte Flurbezeichnung (Knüppeldamm).
* Speckenbek, Hassee
1789 noch ohne Namen auf der Topographisch Militärischen Charte des Herzogtums Holstein (1789–1796) Nr. 21 von Major Gustav Adolf von Varendorf eingezeichnet, 1908 erstmals im Kieler Adressbuch aufgeführt, 1923 wurde der Landweg Speckenbek zwischen der Rendsburger Landstraße und der Hamburger Chaussee in Speckenbeker Weg umbenannt.
Speckenbeker Weg, Hassee
als Speckenbek angelegt, 1789 noch ohne Namen auf der Topographisch Militärischen Charte des Herzogtums Holstein (1789–1796) Nr. 21 von Major Gustav Adolf von Varendorf eingezeichnet – siehe Karte, 1908 erstmals im Kieler Adressbuch aufgeführt, 1923 wurde der Landweg Speckenbek zwischen der Rendsburger Landstraße und der Hamburger Chaussee in Speckenbeker Weg umbenannt – Nach den früher zum Gut Hammer gehörigen Parzellen Speckenbek benannt (Speke=Knüppeldamm, Brücke aus Buchenholz).
Speckterweg, Friedrichsort
1958 nach Otto Speckter benannt.
* Speestraße, Elmschenhagen
1923 erstmals im Kieler Adressbuch aufgeführt, nach Maximilian Reichsgraf von Spee benannt. 1939 in Partenkirchener Straße umbenannt.
* Speestraße, Wik
1934 in einer Karte der Stadtvermessungsabteilung eingezeichnet, 1947 in Greifswalder Straße umbenannt.
Spichernstraße, Schreventeich
1900 wurde der Name Spichernstraße festgelegt zur Erinnerung an die Erstürmung der Spicherner Höhen.
Spinnaker, Schilksee
1974 wurde der Name festgelegt – Straßennamen aus dem Bereich Segelschifffahrt, hier Spinnaker.
Spitzbergenweg, Mettenhof
1981 nach der Inselgruppe Spitzbergen benannt.
Spitzenkamp, Siedlung Oppendorf
1926 nach einer Flurbezeichnung benannt.
Spitzkoppel, Rönne
1967 im Protokolltext der Gemeinderatssitzung erwähnt – Wohnplatz in der früheren Landgemeinde Rönne.
Spolertstraße, Gaarden-Süd
als Friedrichsberg (Nr. 20–34) angelegt, 1923 erstmals im Kieler Adressbuch aufgeführt, 1928 nach Johannes Spolert in Spolertstraße umbenannt – Spolert war königlicher Bahnmeister, Mitbegründer der Eisenbahnersiedlung Gaarden-Süd.
Sportplatzweg, Wellsee
1960 Beratung im Gemeinderat über die Verlängerung des Sportplatzweges, 1967 wurde im Gemeinderat die Wiederherstellung des Weges beschlossen, 1971 erstmals im Kieler Adressbuch aufgeführt.
Spreeallee, Russee
1978 nach dem Fluss Spree benannt.
Spritzengang, Vorstadt
1856 wurde die Straße im Correspondenzblatt unter Neue Straßen erwähnt – Gang zu den ehemals auf den Kuhbergen gelegenen Spritzenhäusern.
Sprosserpfad, Elmschenhagen
1979 wurde der Name festgelegt – Straßenbezeichnungen nach Pflanzen und Vögeln benannt, die an Binnengewässern vorkommen, hier Sprosserpfad.
* Sprottenweg, Schilksee
1965 Nach Norden verlaufender Erschließungsweg im Bereich Langenfelde zwischen Gaffelweg und Behmweg. Der Weg wurde nicht angelegt, da der Bebauungsplan geändert wurde.

## Sta

Segelriss Star

Staakener Weg, Russee
1979 nach dem Ortsteil Staaken im Berliner Verwaltungsbezirk Spandau benannt.
Stadtfeldkamp, Südfriedhof
1903 nach einem Flurnamen benannt.
Stadtparkweg, Steenbek-Projensdorf, Suchsdorf
als Suchsdorfer Weg angelegt, 1936 erstmals im Kieler Adressbuch aufgeführt, 1958 einschließlich Zum Tannenberg, 1966 in Stadtparkweg umbenannt.
Stadtrade, Hassee
1904 nach einer alten Flurbezeichnung benannt.
Stadtrat-Hahn-Park, Wellingdorf
1936 als Schlageter Park angelegt, 1945 in Schwanenseepark II umbenannt, 1958 nach Dr.–Ing. Willy Hahn (1. November 1887 bis 13. Juli 1930) in Stadtrat-Hahn-Park umbenannt – Hahn war von 1921 bis 1930 Stadtrat für das Bauwesen in Kiel und Förderer der Grünflächen.
Stamper Weg, Hasseldieksdamm
1945 als Straße in der Behelfsheimsiedlung am Russeer Weg angelegt, 1952 waren noch Bewohner im Adressbuch unter Russeer Weg in Behelfsheimen – Straße nach der Gemeinde Stampe benannt.
Starnberger Straße, Kroog, Elmschenhagen
als Straße M in der Landhaussiedlung Kroog angelegt, 1927 erstmals im Kieler Adressbuch aufgeführt, 1933 in Horst-Wessel-Straße umbenannt, 1939 nach der Stadt Starnberg in Starnberger Straße umbenannt.
Starweg, Schilksee
1969 nach der olympischen Bootsklasse Star benannt.
Stauffenbergring, Wellsee
1983 nach Claus Schenk Graf von Stauffenberg benannt.
Stavangerstraße, Mettenhof
1967 nach der Stadt Stavanger benannt.

## Stec

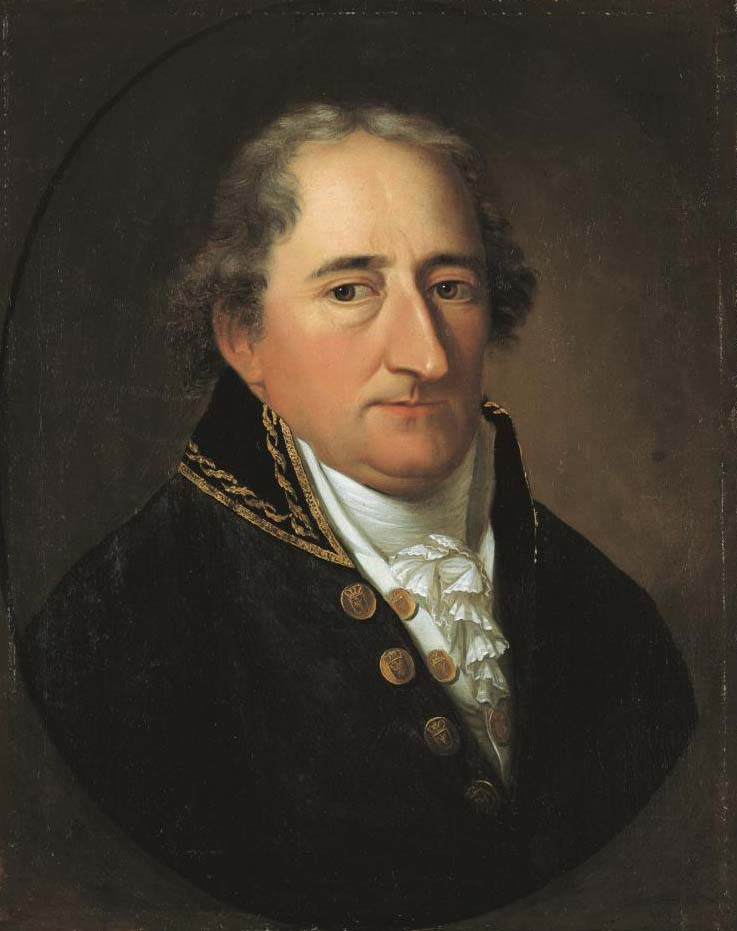
Freiherr vom Stein

Stechwiese, Wellsee
als Kirchensteig / Kirchenweg angelegt, 1919 im Protokolltext der Gemeinderatssitzung erwähnt, 1971 nach einer alten Flurbezeichnung in Stechwiese umbenannt.
Steekberg, Suchsdorf
1949 erstmals im Kieler Adressbuch aufgeführt – Alte Flurbezeichnung in Suchsdorf.
Steenbarg, Pries, Friedrichsort
1965 nach einer alten Flurbezeichnung benannt.
Steenbeker Weg, Steenbek-Projensdorf, Suchsdorf
1789 noch ohne Namen auf der Topographisch Militärischen Charte des Herzogtums Holstein (1789–1796) Nr. 10 von Major Gustav Adolf von Varendorf eingezeichnet – siehe Karte, 1895 auf der Karte von H.B. Jahn als Knooper Landstraße verzeichnet, 1908 ist der Steenbeker Weg im Kieler Stadtplan von der Irenestraße bis Suchsdorf eingezeichnet, 1923 erstmals im Kieler Adressbuch aufgeführt, 1958 einschließlich ehemaliger Wiker Weg (Suchsdorf), 1976 wurde der westlich der Eisenbahnlinie Kiel-Flensburg verlaufende Abschnitt des bisherigen Steenbeker Weges (Nr. 201–227) in Alter Steenbeker Weg umbenannt. Der neu ausgebaute Abschnitt des Steenbeker Weges bis zur Eckernförder Straße erhält die Bezeichnung Steenbeker Weg. 1978 wurde der Steenbeker Weg bis zum Holmredder verlängert, 2003 wurde der Steenbeker Weg bis zum neuen Schwartenbeker Weg verlängert. –  Steenbek, einige Landstellen, die früher zum Dorf Wik gehörten.
Steertsraderedder, Neumühlen-Dietrichsdorf
1922 im Prokolltext der Gemeinderatssitzung erwähnt, 1925 erstmals im Kieler Adressbuch aufgeführt – Alte Flurbezeichnung (Weg zur Koppel Steertsrade) in Neumühlen-Dietrichsdorf.
* Stegeltor, Holtenau
1925 erstmals im Kieler Adressbuch aufgeführt, 1997 wurde die Straße Stegeltor in die Gemeinde Altenholz umgemeindet. – Alte Flurbezeichnung (Stegel = Tritt zum Übersteigen).
Steglitzer Weg, Russee
1979 nach dem Berliner Verwaltungsbezirk Steglitz benannt.
* Steile Koppel, Wellsee
1955 als Verbindungsstraße angelegt, 1955 in Birkenweg umbenannt, 1971 in Steile Koppel umbenannt, 1971 in Buchenweg umbenannt.
* Steinberg, Pries
1920 wurde der Name beschlossen – der bisherige Steinbergsredder wurde in Steinberg umbenannt, 1925 in die Straße Hohenleuchte einbezogen.
Steinberg, Suchsdorf
2002 nach einer alten Gemarkung benannt.
* Steinberg, Vorstadt
1856 wurde die Straße im Correspondenzblatt unter Neue Straßen erwähnt, 1945 im Krieg total zerstört, nicht mehr bewohnt – Heute Gelände der Ostseehalle.
Steindamm, Moorsee
1949 Teil des Barkauer Weges und der Dorfstraße, erstmals im Kieler Adressbuch aufgeführt, 1971 wurde der Teil Barkauer Weg von der Kreuzung B 404 Poppenbrügge einschließlich Dorfstraße in Steindamm umbenannt.
Steinjörgen, Poppenbrügge
2004 nach einer alten Flurbezeichnung benannt.
Steinfurther Weg, Hassee
1966 nach der Gemeinde Steinfurth im Kreis Rendsburg-Eckernförde benannt.
Steinkamp, Neumühlen-Dietrichsdorf
1893 im Protokolltext der Gemeinderatssitzung als Kolonie Baltische Mühle erwähnt, 1902 als Privatstraße festgestellt, 1904 als Mühlenstraße erstmals im Kieler Adressbuch aufgeführt, 1925 in Steinkamp umbenannt.
Steinmarderweg, Gaarden-Ost
1968 wurde der Name festgelegt in Anlehnung an die in der Nähe befindliche Iltisstraße. – Wobei die Iltisstraße nach einem Kanonenboot gleichen Namens benannt ist.
Steinstraße, Ravensberg
1902 nach Freiherr Heinrich Friedrich Karl vom und zum Stein benannt.

## Stel

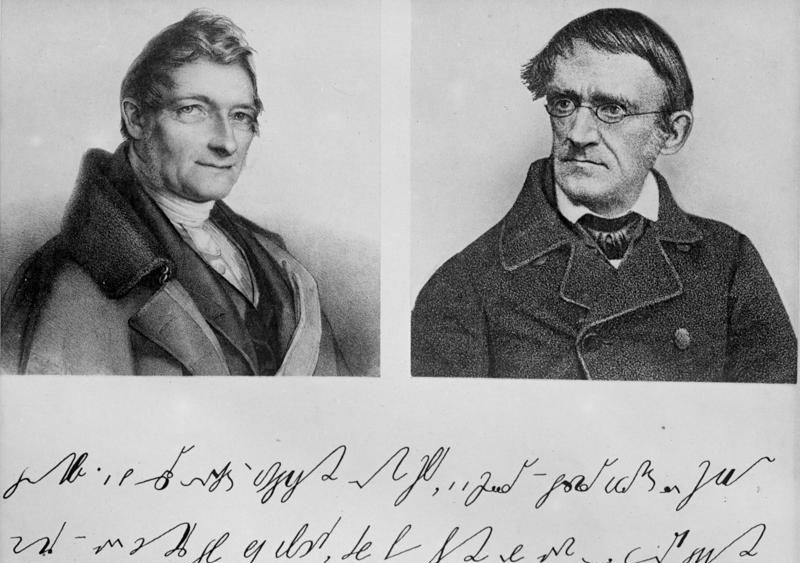
Franz Xaver Gabelsberger (links) und Wilhelm Stolze

* Steltingstraße, Wellingdorf
als Steltings Privatstraße angelegt, 1906 erstmals im Kieler Adressbuch aufgeführt, 1933 in Steltingstraße umbenannt, 1958 noch im Adressbuch aufgeführt, existiert heute nicht mehr – Ehemalige Nebenstraße der Schönberger Straße. (Einmündung bei Nr. 141/143), benannt nach dem Ausleger, Bauunternehmer Bernhard Stelting.
* Steltings Privatstraße, Wellingdorf
1906 erstmals im Kieler Adressbuch aufgeführt, 1933 in Steltingstraße umbenannt.
Stemmer, Gaarden-Ost
2001 wurde der Name festgelegt, neben Ortsbezeichnungen erinnern auch Berufe an die Geschichte des Kai-City Geländes – Stemmer verstemmten die einzelnen Nieten, sowie die Nähte und Fugen.

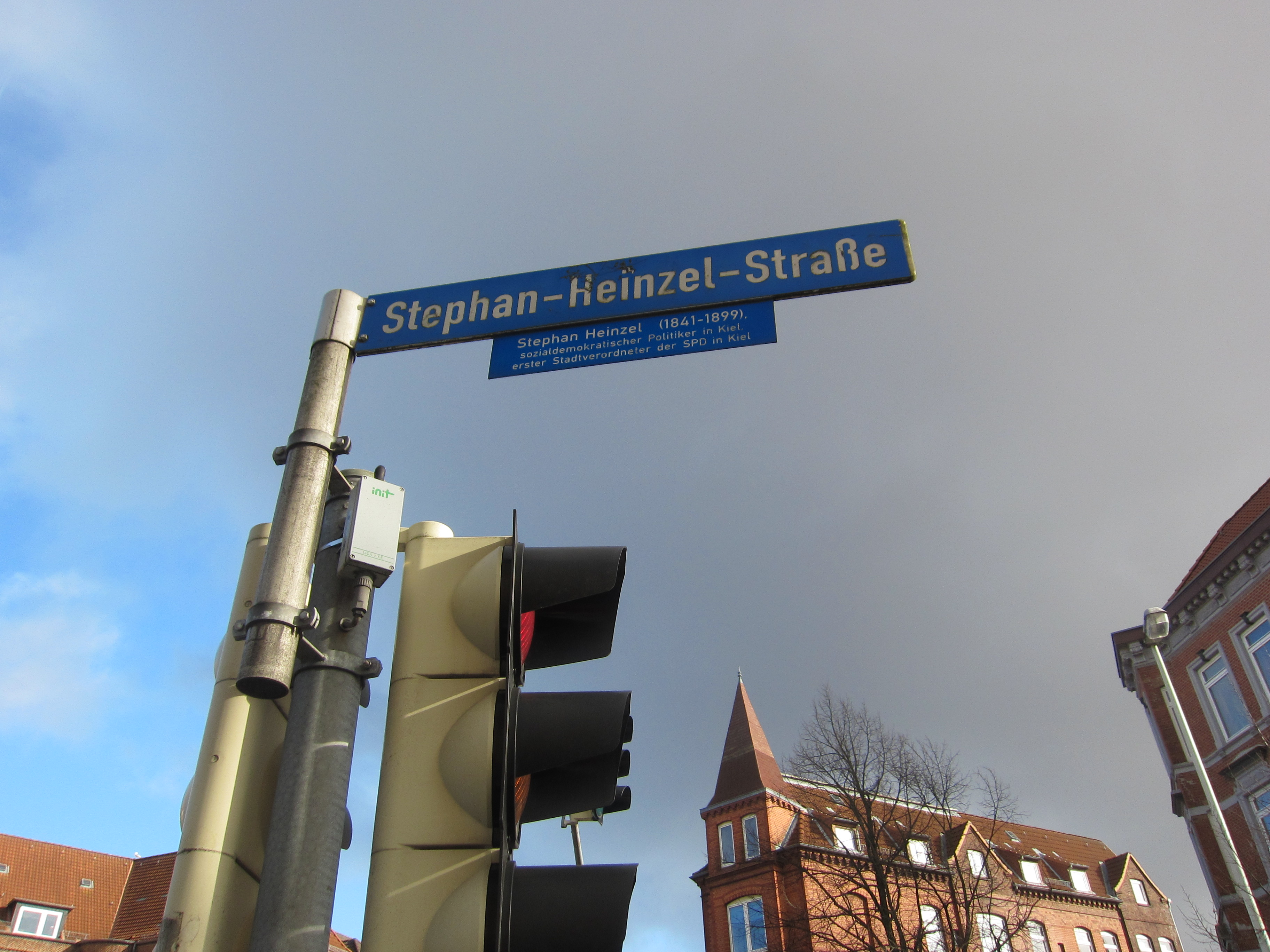
Straßenschild „Stephan-Heinzel-Straße“ mit Erklärung

Stephan-Heinzel-Straße, Exerzierplatz, Schreventeich
1991 nach Stephan Heinzel (3. September 1841 bis 23. November 1899) benannt – Heinzel war von 1865 bis 1890 als SPD-Politiker maßgeblich am Aufbau der Partei in Kiel und Schleswig-Holstein beteiligt.
Sternstraße, Exerzierplatz, Schreventeich
1889 wurde der Name festgelegt, 1900 wurde die Sternstraße vom Jungfernstieg bis zur Goethestraße verlängert, 1991 wurde der Teil der Sternstraße zwischen Möllingstraße und Kronshagener Weg in Stephan-Heinzel-Straße umbenannt. – Nach dem sternförmigen Zusammentreffen der Straßen am Wilhelmplatz benannt.
Sternwartenweg, Düsternbrook
1950 als Keplerhöhe angelegt, 1951 in Sternwarte umbenannt, 1951 in Sternwartenweg umbenannt. – Nach der früher auf dem Gelände befindlichen Sternwarte benannt.
Stettiner Platz, Friedrichsort
1958 nach der Stadt Stettin benannt.
* Stift, Pries
1923 erstmals im Kieler Adressbuch aufgeführt, 1925 Nr. 6b zu Klausdorfer Landstraße Nr. 71, 80, 106 zu Friedrichsruher Weg. – Nach Gut Stift benannt.
Stiftstraße, Exerzierplatz
1889 nach dem an der Straße gelegenen Kaiser-Wilhelm-Stift benannt.
* Stiftstraße, Holtenau
1910 im Protokolltext der Gemeinderatssitzung erwähnt, 1922 in Banseestraße umbenannt. – Stiftstraße nach Gut Stift benannt.
Stille Gasse, Wellingdorf
1926 wurde der Name festgelegt.
Stiller Winkel, Russee
1961 wurde der Name beschlossen.
Stockholmstraße, Mettenhof
1973 nach der Stadt Stockholm benannt.
Störtebekergang, Schilksee
1965 nach Klaus Störtebeker benannt.
* Stolzestraße, Wellingdorf
als Marienstraße angelegt, 1894 erstmals im Adressbuch Gaarden-Ost aufgeführt, 1910 nach Heinrich August Wilhelm Stolze benannt, 1977 nicht mehr im Adressbuch aufgeführt.
Stolzeweg, Wellingdorf
als Oberstraße angelegt, 1904 erstmals im Kieler Adressbuch aufgeführt, 1966 in Stolzeweg umbenannt.
Stormarnstraße, Hassee, Gaarden-Süd
1895 Endteil der Marienstraße, 1910 nach der Landschaft Stormarn in Schleswig-Holstein in Stormarnstraße umbenannt.
Stoschstraße, Gaarden-Ost
1901 nach General Albrecht von Stosch benannt.

## Stra
Stralsunder Straße, Wik
von 1934 bis 1947 Trothastraße, 1947 nach der Stadt Stralsund in Stralsunder Straße umbenannt.
* Strand, Neumühlen-Dietrichsdorf
1894 erstmals im Adressbuch Gaarden-Ost aufgeführt, 1911 in Strandstraße umbenannt.
Strandpromenade, Schilksee
1905 Vordere Reihe (Strandpromenade), 1940 erstmals im Kieler Adressbuch aufgeführt, 1959 in Strandpromenade umbenannt.
* Strandstraße, Ellerbek
als Ort angelegt, 1871 im Protokolltext der Gemeinderatssitzung als Ellerbeker Ort erwähnt, 1878 erstmals im Kieler Adressbuch aufgeführt, 1884 in Fischerort umbenannt, 1888 in Strandstraße umbenannt, 1905 Umsiedlung der Fischer nach Wellingdorf zur Franzius-, Möller- und Lutherstraße, da das Gelände für die Werfterweiterung benötigt wurde.
Strandstraße, Holtenau
1923 erstmals im Kieler Adressbuch aufgeführt, 1938 einschließlich Voßbrook, 1940 Fliegerhorst Holtenau, Seeflughafen, Muschelkate, 2007 wurde die ehemalige Straße Zum Oberland (privat) in Strandstraße umbenannt.
* Strandstraße, Neumühlen-Dietrichsdorf
als Strand angelegt, 1894 erstmals im Adressbuch Gaarden-Ost aufgeführt, 1911 in Strandstraße umbenannt, 1919 wurde die Strandstraße in die Bismarckstraße einbezogen.
* Strandstraße, Pries
1903 wurde der Name beschlossen, 1921 in Bebelstraße umbenannt.
* Strandstraße, Wellingdorf
als Am Strande angelegt, 1894 erstmals im Adressbuch Gaarden-Ost aufgeführt, 1904 in Strandstraße umbenannt, 1910 wurde die Strandstraße in die Wischhofstraße einbezogen.
* Strandstraße, Wik
1925 erstmals im Kieler Adressbuch aufgeführt, 1936 wurde die Strandstraße in die Straße Hindenburgufer einbezogen.
* Strandweg, Düsternbrook
als Wasserallee angelegt, 1901 erstmals im Kieler Adressbuch aufgeführt, 1937 in Langemarckufer umbenannt, 1947 in Strandweg umbenannt, 1969 wurde das Teilstück von der Seeburg nach Norden Hindenburgufer; der Abschnitt von der Seeburg bis Wall Düsternbrooker Weg.
* Strandweg, Düsternbrook, Wik
1900 wurde der Name festgelegt, 1906 Ausbau bis Bellevue beschlossen, 1926 Ausbau des Strandweges bis zur Koesterallee, 1933 in Hindenburgufer umbenannt.
* Straße der SA, Schreventeich, Ravensberg
als Eckernförder Chaussee angelegt, 1852 erstmals im Kieler Adressbuch aufgeführt, 1901 in Eckernförder Allee umbenannt, 1938 in Straße der SA umbenannt, 1945 in Eckernförder Allee umbenannt.
* Straße H – Landhaussiedlung Kroog   , Elmschenhagen
1921 Protokolltext der Gemeinderatssitzung erwähnt, 1927 Straße H (vier Siedlungshäuser ohne Nummerierung) erstmals im Kieler Adressbuch aufgeführt, 1933 in Adolf-Hitler-Straße umbenannt.
* Straße J – Landhaussiedlung Kroog   , Elmschenhagen
1930 Straße J (zwei Siedlungshäuser ohne Nummerierung) erstmals im Kieler Adressbuch aufgeführt, 1933 in die Hindenburgstraße einbezogen.
* Straße K – Landhaussiedlung Kroog   , Elmschenhagen
1930 Straße K (zwei Siedlungshäuser ohne Nummerierung) erstmals im Kieler Adressbuch aufgeführt, 1933 in Göringstraße umbenannt.
* Straße L – Landhaussiedlung Kroog   , Elmschenhagen
1927 Straße L (zehn Siedlungshäuser ohne Nummerierung) erstmals im Kieler Adressbuch aufgeführt, 1933 in Goebbelsstraße umbenannt.
* Straße M – Landhaussiedlung Kroog   , Elmschenhagen
1927 Straße M (fünf Siedlungshäuser ohne Nummerierung) erstmals im Kieler Adressbuch aufgeführt, 1933 in Hindenburgstraße und Horst-Wessel-Straße umbenannt.
* Straße N – Landhaussiedlung Kroog   , Elmschenhagen
1927 Straße N (fünf Siedlungshäuser ohne Nummerierung) erstmals im Kieler Adressbuch aufgeführt, 1933 in Lucknerstraße umbenannt.
* Straße O – Landhaussiedlung Kroog   , Elmschenhagen
1930 Straße O (ein Siedlungshaus ohne Nummerierung) erstmals im Kieler Adressbuch aufgeführt, 1933 in die Horst-Wessel-Straße einbezogen.
* Straße P – Landhaussiedlung Kroog   , Elmschenhagen
1930 Straße P (drei Siedlungshäuser ohne Nummerierung) erstmals im Kieler Adressbuch aufgeführt, 1933 in Mackensenstraße umbenannt.

## Stre

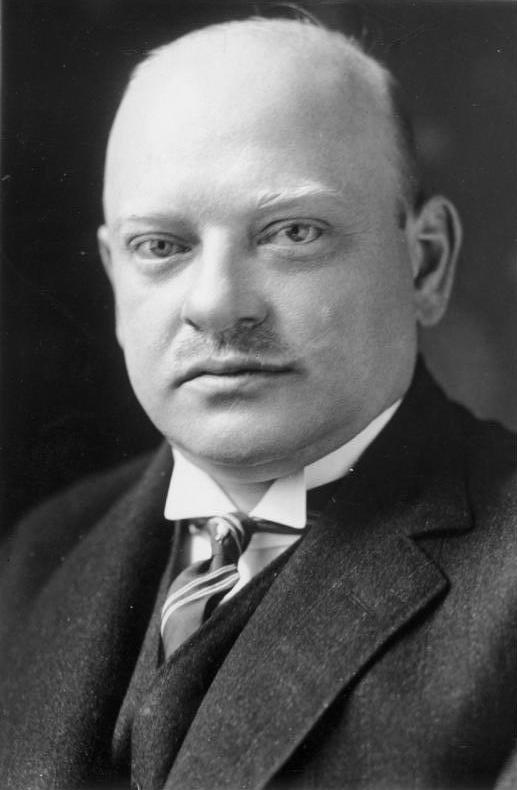
Gustav Stresemann

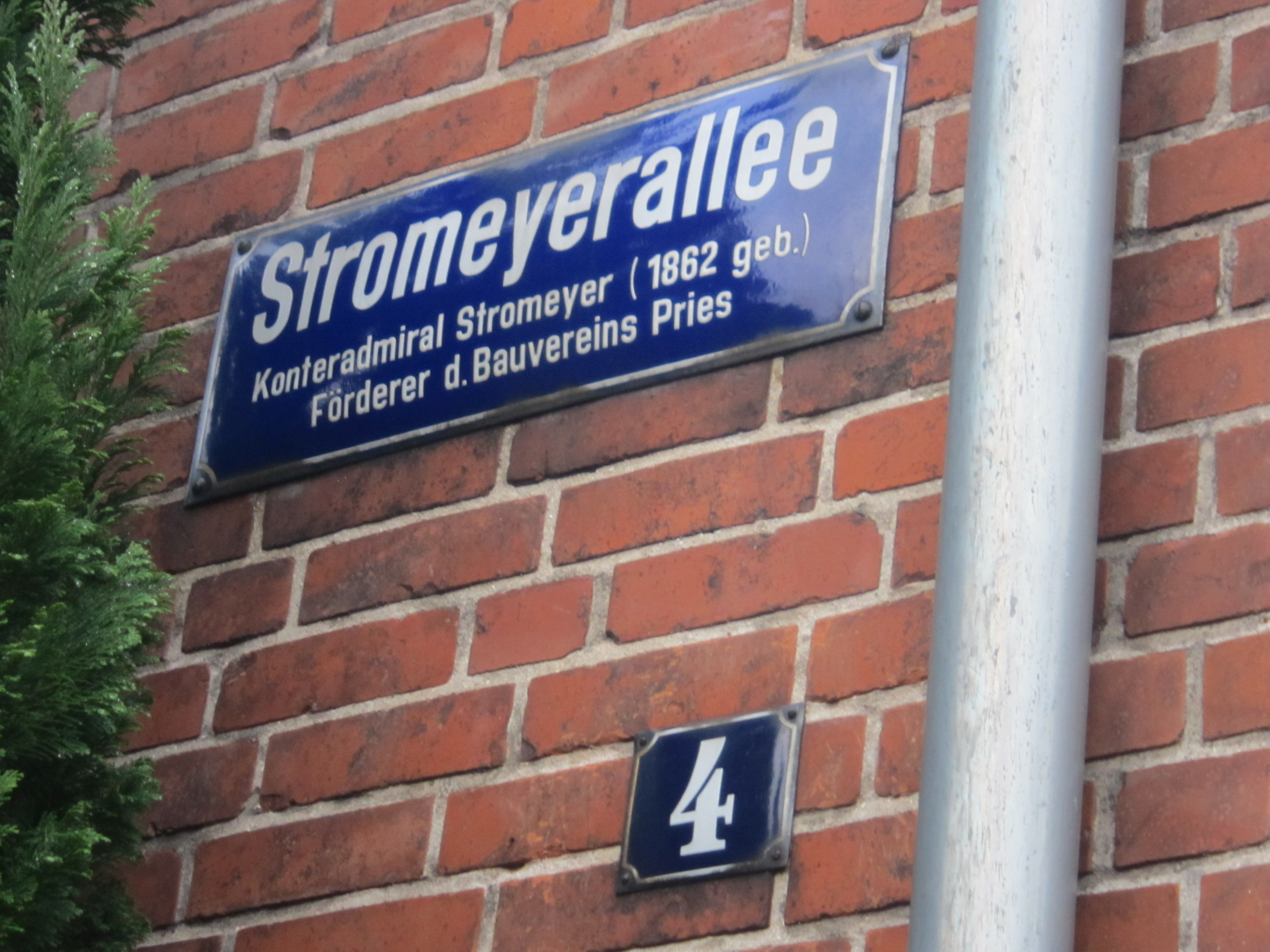
Straßenschild Stromeyerallee mit Erklärung

Streitkamp, Hassee
1939 nach einer Flurbezeichnung benannt.
Stresemannplatz, Vorstadt
1907 als Augustenburger Platz angelegt, 1947 nach Gustav Stresemann in Stresemannplatz umbenannt.
Strohredder, Neumühlen-Dietrichsdorf
1789 noch ohne Namen auf der Topographisch Militärischen Charte des Herzogtums Holstein (1789–1796) Nr. 22 von Major Gustav Adolf von Varendorf eingezeichnet, 1893 im Protokolltext der Gemeinderatssitzung erwähnt, 1910 erstmals im Kieler Adressbuch aufgeführt, 1974 wurde das Teilstück des Strohredder zwischen Ivensring und Friedhofstraße in Poggendörper Weg umbenannt. – Strohredder ist eine alte Flurbezeichnung.
Stromeyerallee, Pries
1913 Vertrag über den Ausbau von Straßen, die in Pries auf Reichsfiskalischem Gelände liegen vom 4. Juni 1913. In beigefügter Skizze sind aufgeführt:- Bergstraße, Obere Straße, Stromeyerallee und Weststraße, 1923 erstmals im Kieler Adressbuch aufgeführt. – Die Straße wurde nach dem Direktor der Torpedowerkstatt in Friedrichsort, Konteradmiral Heinrich Stromeyer (1862–1922) benannt, für seine Verdienste um den Bauverein Pries.
Stromeyerstraße, Schreventeich
1905 nach Louis Stromeyer benannt.
Strucksdiek, Hassee
1911 nach einer alten Flurbezeichnung benannt. – Hier stand früher eine Wassermühle, die von der Struckdieksau angetrieben wurde. Das Wasser der Au kam aus dem Strucksdiek.
Stubbekredder, Schilksee
1974 nach einer alten Flurbezeichnung benannt.
Stückbree, Moorsee
2005 nach einem alten Flurnamen benannt.
* Suchsdorfer Weg, Suchsdorf
1954 ist die Straße im Stadtplan verzeichnet, 1959 erstmals im Kieler Adressbuch aufgeführt, 1960 wurde ein Teil des Suchsdorfer Weges zwischen der Gemarkung Kronshagen und dem Nienbrügger Weg in Viedamm umbenannt.
* Suchsdorfer Weg, Steenbek-Projensdorf
1936 erstmals im Kieler Adressbuch aufgeführt, 1958 einschließlich Zum Tannenberg, 1966 in Stadtparkweg umbenannt.
Suchskrug, Suchsdorf
1964 nach einer Flurbezeichnung benannt.
Sukoring, Suchsdorf
1969 wurde der Name festgelegt, 1978 wurde der östliche Teil der Straße Wippen in den Sukoring einbezogen. – Suko, vermeintlicher Gründer der ersten Ansiedlung von Suko (Suchsdorf).
* Südstraße, Südfriedhof
1887 nach dem Südhafen benannt, 1955 wurde die Südstraße Bahnhofstraße Nr. 46–50.
Svendborger Straße, Mettenhof
1965 nach der Stadt Svendborg benannt.
Swinemünder Straße, Wik
1999 nach der Stadt Swinemünde benannt.
Sylter Bogen, Suchsdorf
1962 nach der Insel Sylt benannt.